# Palazzi di Massa
La città di Massa è ricca di palazzi di interesse storico e architettonico, nel centro storico propriamente detto, nell'area urbana al di fuori delle mura albericiane e nelle frazioni.

## La città di Massa

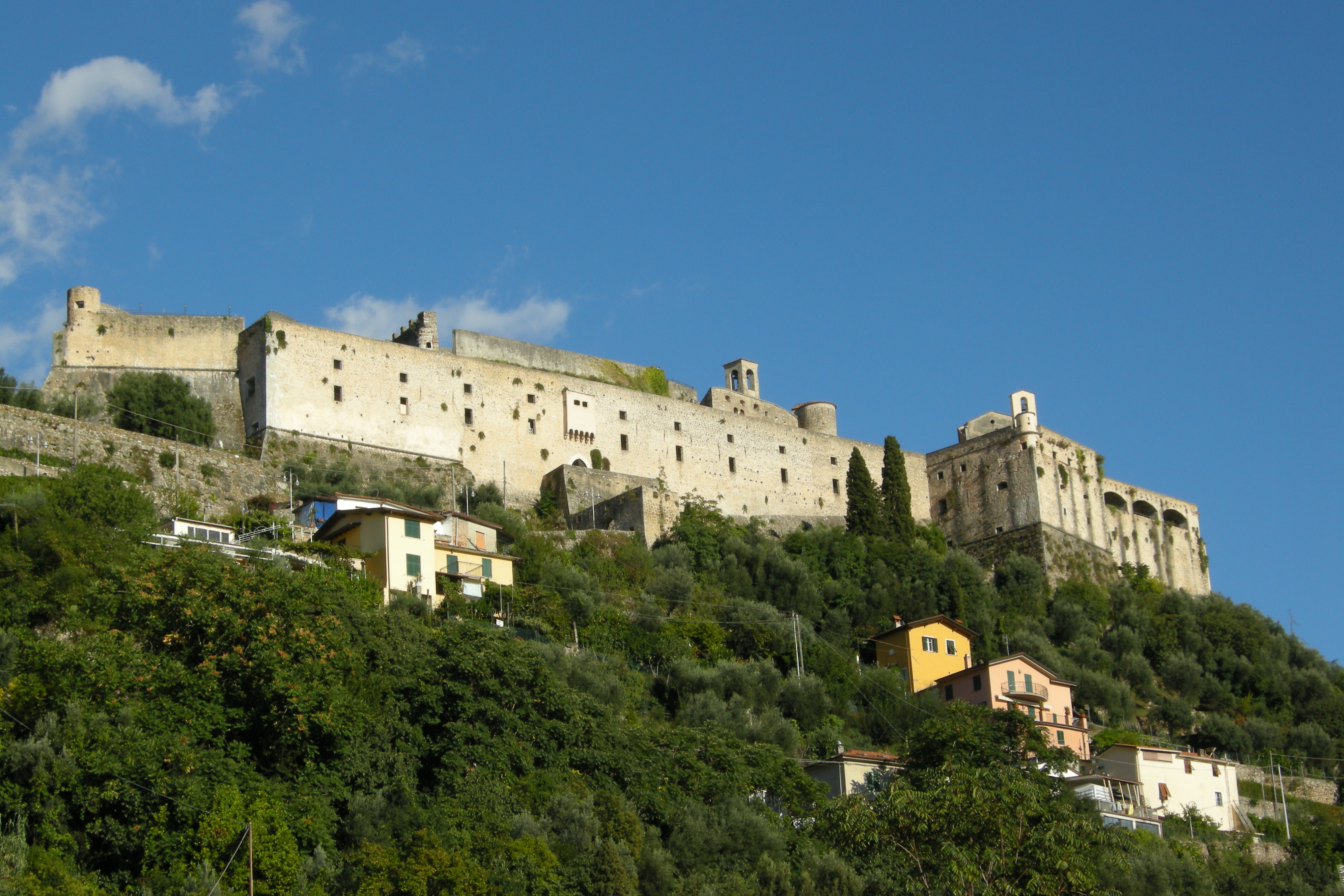
Castello Malaspina (sede principale dei regnanti di Massa della dinastia Malaspina e Cybo-Malaspina)

Fino alla metà del XV secolo, dopo lunghi periodi di dominio pisano e lucchese, Massa era in sostanza un borgo murato e un insieme di case sparse. La popolazione non era arrivata a una vera autonomia: eleggeva però magistrati che si occupavano anche della manutenzione di strade e ponti.
A innescare la trasformazione in città fu, nel 1437, la conquista da parte della Repubblica fiorentina, che tolse Massa ai lucchesi. Firenze era interessata a controllare Massa perché l'insediamento si trovava sulla via Francigena, importante per i traffici commerciali con la Francia e con i paesi dell'Europa settentrionale e per la protezione dei territori toscani dalle minacce di Genova e Milano. Tuttavia, a causa della difficoltà dei collegamenti e della distanza, i fiorentini trovarono impossibile mantenere il controllo diretto sul territorio. Nel 1442 Firenze affidò quindi Massa al marchese Antonio Alberico I Malaspina. Sotto il marchese, Massa divenne uno stato autonomo.

## Storia dell'arredo urbano di Massa

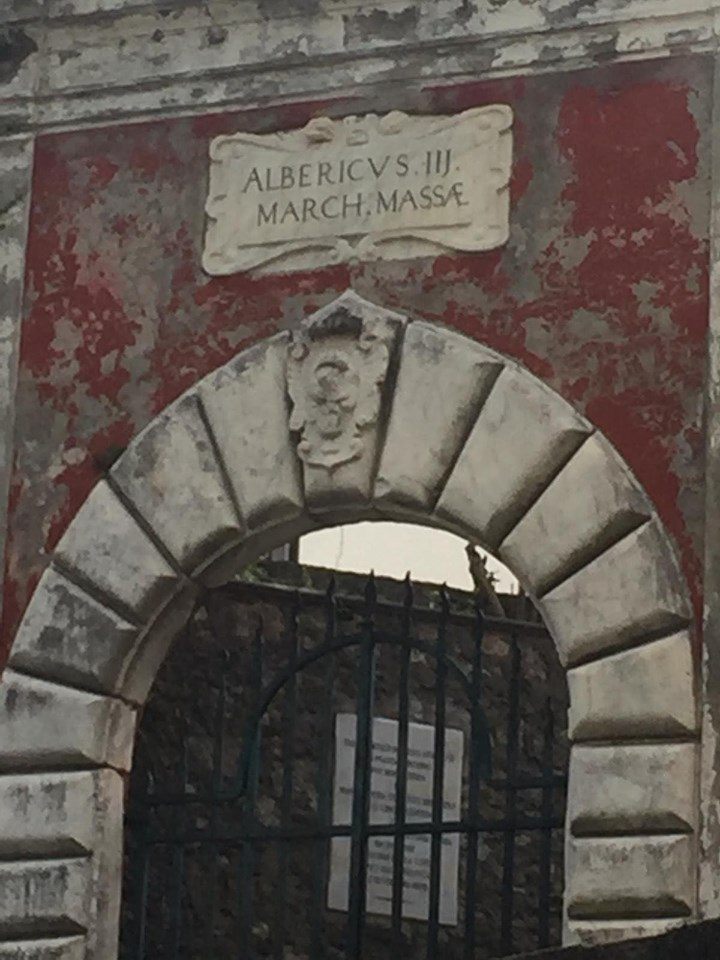
Stemma del marchese Alberico Malaspina.

Un primo progetto volto a costruire un'immagine organica e strutturata della Massa tardo-rinascimentale si deve al marchesato di Alberico I Cybo-Malaspina a partire dal 1554. La cosiddettà "città cybea", per le numerose e ricercate soluzioni urbanistiche e architettoniche, compare come un insieme di oggetti e case volti a trasmettere a visitatori e abitanti un'immagine di principesca magnificenza. I simboli della casata ricoprono le porte di Massa: stemmi araldici, cartigli, epigrafi ed elementi simbolici quali, per esempio, gli obelischi di fronte alle porte monumentali. Diverse fontane pubbliche, tra cui quella "del Mercurio", sono realizzate in stile monumentale. Fino al Settecento, la disponibilità di marmo e di manodopera qualificata rende tra l'altro possibile la realizzazione di prodotti architettonici pregiati, basati sul colore bianco. Anche per la pavimentazione di strade e cortili vengono usati ciottoli prevalentemente di marmo, ricavati dal fiume Frigido. 
Sempre nel periodo di Alberico I, al bianco furono affiancati altri colori attraverso le decorazioni affrescate e graffite sulle facciate dei palazzi, realizzate sul modello di Genova e Firenze. Queste decorazioni rimasero visibili fino alla seconda metà dell'Ottocento, ma in seguito ne sono rimaste solo tracce.
Eretta a sede di diocesi nella prima metà dell'Ottocento, Massa attraversa a partire da quel periodo una trasformazione sociale e urbana che ne modifica l'aspetto. La costruzione di un teatro civico favorisce lo sviluppo di una vita serale e vengono collocati nuovi sistemi di illuminazione; a partire da questo periodo sono le commissioni di ornato pubblico a stabilire i canoni estetici. Anche l'acciottolato di marmo, di tradizione ligure, viene sostituito con il lastricato in arenaria, più pratico per i veicoli a ruote: la pavimentazione originale sopravvive solo in spazi come il cortile interno del palazzo ducale.
Negli anni Novanta del Novecento l'arredo urbano torna ad essere punto di interesse. Vengono svolti infatti numerosi lavori pubblici per migliorare l'estetica e la fruizione del centro cittadino; vengono anche realizzate nuove piazze ornate con fontane e sculture.

## Palazzi privati di Massa

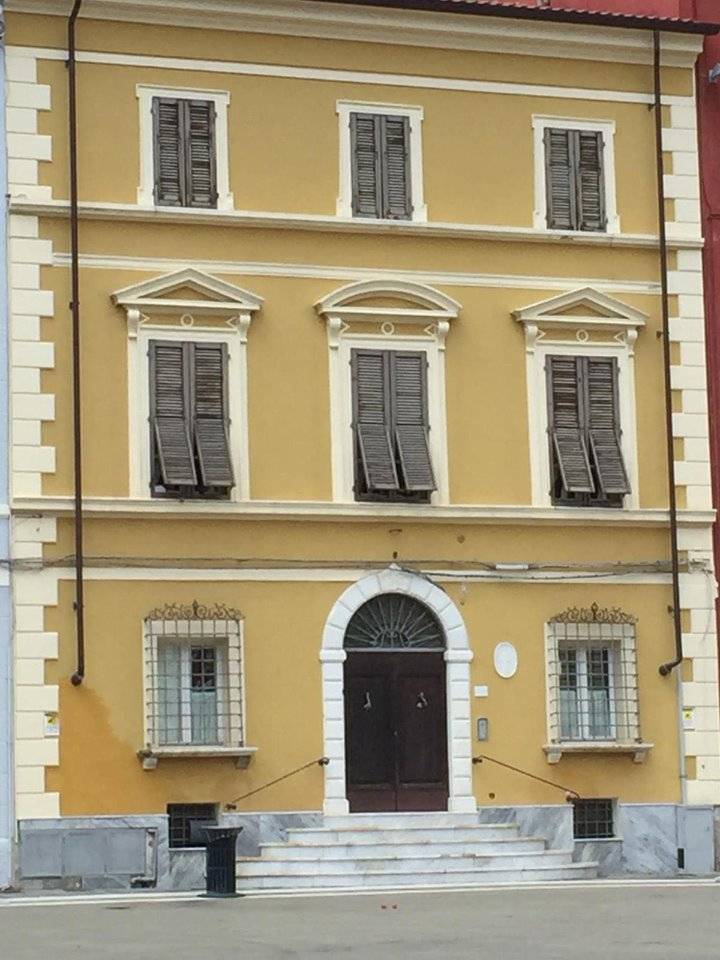
Facciata di Palazzo Guerra.

- Facciata di Palazzo Nizza.Facciata di Palazzo Guerra.Palazzo di Pompeo Guerra (secoli XVII - XVIII) - Piazza Mercurio n. 24.  Ben conservato nella sua struttura e nei suoi interni, è sempre stato adibito a nobile abitazione con giardino o orto con agrumi, come censito nel Catasto Estense. Il nome risale al Settecento ed è dovuto al notaio Pompeo Guerra, appartenente a un ramo della nobile casata Guerra. I successori del notaio, Alessandro e Pompeo, furono tra i protagonisti della storia di Massa al momento dell’invasione francese da parte delle truppe del generale Lannes. Si schierarono infatti tra i giacobini, insieme a Scipione Belatti, che abitava nel palazzo adiacente, al conte Giovan Battista Diana Paleologo, detto il Robespierre di Massa, e a molti altri nobili e borghesi massesi.

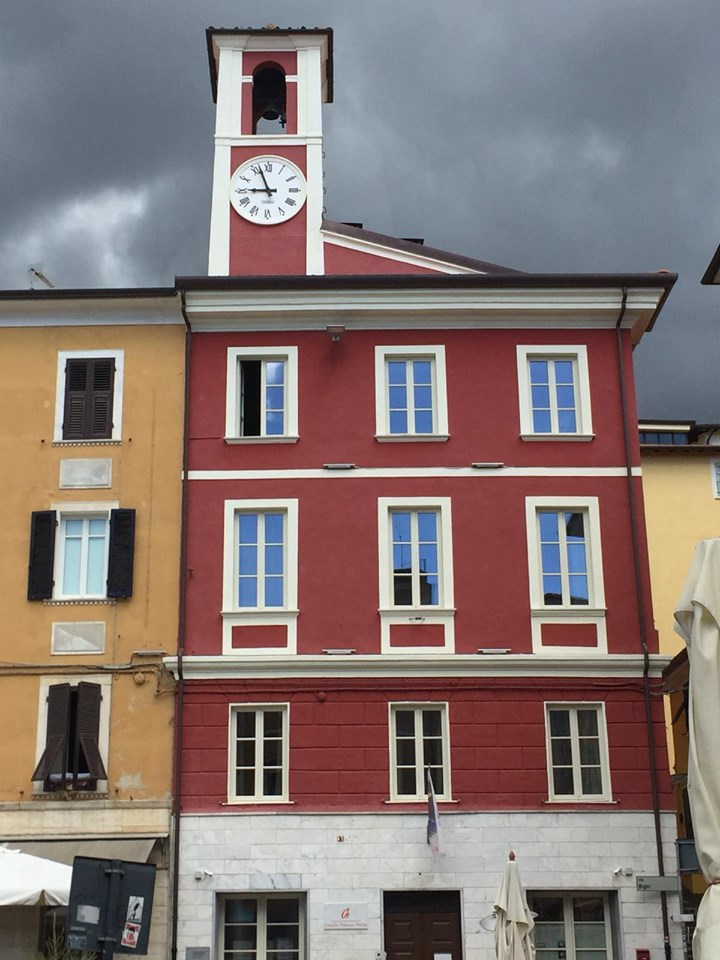
Facciata di Palazzo Nizza.

- Palazzo Giusti (secoli XVI - XVII) - Via Bigini n. 11 (precedentemente Strada di Sopra o via Porcellina o del Porco).  È un edificio su tre livelli, con cantina, orto, corte murata e loggia. Sia all'interno che sulla facciata si trovano graffiti di due puttini alati reggenti una sfera. Un tempo accorpato con gli edifici che si trovano all'inizio della via, il palazzo era adibito a Convento delle Monache di Santa Chiara. Diventato di proprietà di Giuseppe Giusti, fu abitato dai suoi successori, il Canonico Agostino Giusti e il fratello Pietro, come è indicato nel Catasto Estense. In alcuni locali di servizio dell’edificio lavorò, per alcuni anni, la stamperia dei Frediani.

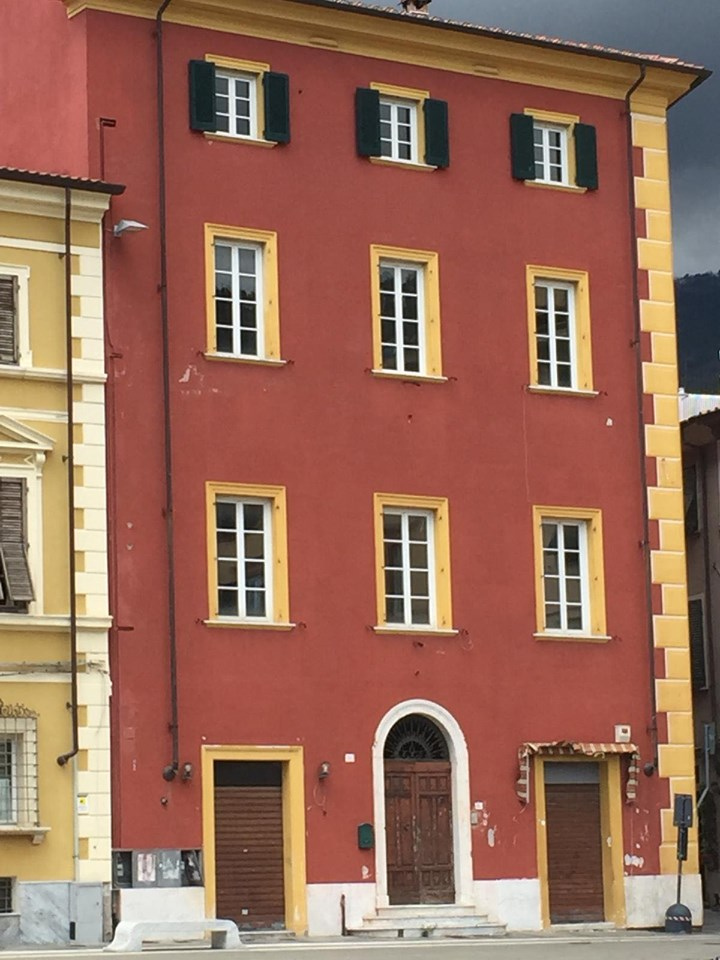
Facciata di Palazzo Maggesi.

- Facciata di Palazzo Maggesi.Palazzo Maggesi o dei Fratelli Salvioni e Bontemps (secoli XVI - XVII) - sulla Piastronata al n. 8 e al n. 6. Il palazzo è chiamato "Maggesi" perché questa casata lo abitava in epoche antiche e perché sulla facciata al n. 8 è ancora evidente lo stemma della famiglia con affreschi e graffiti, uno dei pochi esempi delle decorazioni originarie della Massa picta. In seguito il complesso fu di proprietà dei Fratelli Salvioni e abitato dalla famiglia Bontemps e Frediani. Saverio Salvioni fu un importante pittore e incisore; Pietro Bontemps un pittore, famoso per le sue vedute di Massa; i suoi fratelli Giuseppe e Giovanni, scultori di pregio; il nipote Carlo Bontemps, un grande patriota garibaldino.

- Palazzo del Canonico Bartolomeo Barilà (secolo XVIII) - via Guidoni (precedentemente via Beatrice). Lo stile di ricca dimora borghese settecentesca con giardino è stato conservato sia nel restauro della facciata che nell'arredo. Nel catasto di Maria Beatrice del 1823 proprieteri dell'abitazione erano il Canonico Bartolomeo Barilà e il fratello Pietro fu Francesco mentre il giardino con agrumi sul retro era di proprietà della Camera Ducale e del Collegio dei Padri Barnabiti (oggi scuola Malaspina) di via Palestro.

- Casa Baldacci (secolo XVII) - via Luigi Staffetti nn. 31-33 (precedentemente via Pontemoro). È un edificio antico su tre livelli, con giardino confinante con le mura albericiane. Il catasto estense lo indica come abitazione di Giovanni ed Eleonora Baldacci fu Giuseppe Andrea. Si tratta di esponenti di un ramo di questa nobile famiglia originaria di Anghiari che si stabilì in città ai tempi di Alberico Cybo Malaspina. I Baldacci avevano molte altre proprietà nel centro di Massa, dove diversi componenti della famiglia furono notai, avvocati artisti e studiosi.

- Antico Forno Palla (secoli XIX-XX) - via Bocchetta, Contrada della Conca secondo il Catasto di Maria Beatrice.  La numerosa famiglia Palla, originaria di Pisa, si occupava di commercio di  farine e generi commestibili e gestiva  forni del pane. Fin dall'inizio dell'800 si era stabilita alla Martana ed era imparentata con i Tognini e Giorgi che gestivano l'osteria in fondo a via Beatrice. Fortunato Palla era fratello di Lincoln Galileo Palla, un esponente e teorico del movimento anarchico italiano di fine ottocento. Fortunato era sposato con Rosaria Del Magro, figlia di negozianti della Conca, e lì aveva continuato l'attività commerciale. I discendenti erano tutti fornai e anarchici. Il figlio Luigi nel 1914 era segretario della lega cittadina dei panettieri.

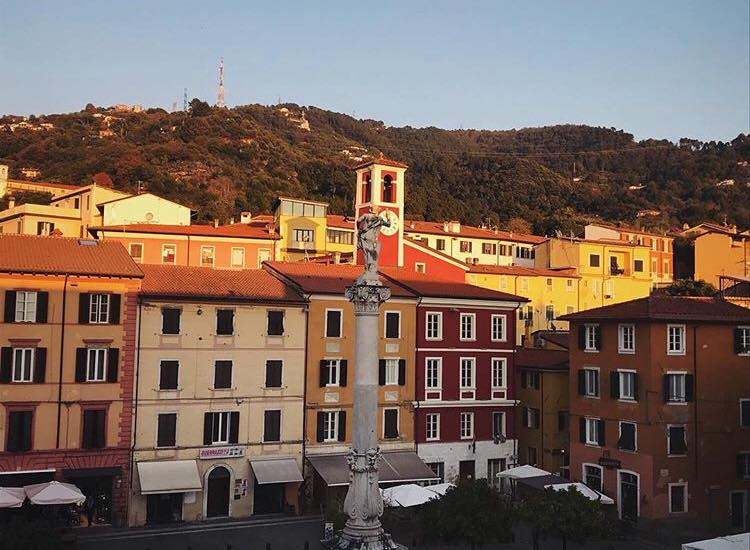
Piazza Mercurio con Palazzo Nizza e altri edifici di rilevanza minore.

- Piazza Mercurio con Palazzo Nizza e altri edifici di rilevanza minore.Pertinenze Colombini e Alberti (secoli XVII-XVIII) - via Teresa Pamphili (precedentemente via del Tribunale). Nel Catasto di Maria Beatrice del 1823, l’edificio viene identificato come fabbricato di servizio, con giardino, di proprietà dei Conti Colombini ma dato a livello ai nobili Alberti Albiani i cui palazzi si trovano affacciati in piazza Mercurio con relativi giardini e orti sul retro. L'edificio confina con la parte posteriore del Palazzo Ducale e con il prolungamento del Palazzo Ducale, adibito un tempo a dimora dei cadetti Cybo Malaspina e poi a dimora del Prefetto.

- Palazzo Vescovile (secolo XVII) Palazzo di origine seicentesca la cui funzione originaria era quella di residenza minore dei rampolli cadetti della signoria cybea. Nel catasto estense risulta ancora di proprietà della Contessa Covaccia Guerra Marianna fu Francesco. Dotato di ampio giardino, strettamente connesso con la cinta muraria albericiana, fu destinato a Palazzo Vescovile, quando Massa ebbe la sede del primo Vescovo nel 1821 e la Chiesa di San Francesco fu elevata a Cattedrale. Articolato in più corpi e ristrutturato più volte, conserva al suo interno un bel cortile barocco con loggiato. È proprietà della Diocesi di Massa; è sede dell’Archivio Diocesano e del Museo diocesano dove è conservato tra l'altro un Trittico di Bernardino del Castelletto.

- Palazzo Conte Pietro Ceccopieri oggi Santi (secoli XVII - XVIII) - Piazza Aranci (precedentemente Piazza Grande). Antico palazzo della nobile famiglia Ceccopieri, confinante con il palazzo dei Conti Toretti Guerra che diedero il nome alla contrada Guerra oggi via Dante. Un estimo del Sei-Settecento dichiara che il Sig. Avvocato Fiscale Ceccopiero Cieccopieri aveva una casa di tre piani in Piazza San Pietro, con 3 sale, 13 camere, cucina con orto dietro, con casetta sopra detto orto, del valore di 1500 scudi. Nel Catasto di Maria Beatrice del 1823, la proprietà è del Conte Ceccopieri Pietro fu Francesco. Palazzo più volte rimaneggiato, conserva un giardino.

- Palazzo Guerra Conte Paolo (secoli XVII - XVII) - Via Cavour. Antico palazzo probabilmente in origine di proprietà dei Cattani che si estinsero nel '700. La proprietà passò ai Conti Guerra in seguito a matrimonio tra una Cattani e un nobile della numerosissima famiglia Guerra. Il Catasto di Maria Beatrice del 1823 lo registra come abitazione del Conte Paolo Guerra fu Michele, situata in via SS. Annunziata (oggi via Cavour) con orto con agrumi e pascolo dietro l’abitazione. Nella ringhiera in ferro battuto del terrazzo che sormonta il portale d’ingresso è riportato lo stemma della famiglia Guerra. Il palazzo venne acquistato dalla famiglia Pelù mantenendo la sua struttura originaria.  Ospita il Bed & Breakfast denominato Cavour 33.

## Massa picta (facciate dipinte)
Il nome di "Massa picta" venne attribuito alla città per le facciate dei nuovi palazzi che a partire dal Cinquecento vennero adornate con decorazioni policrome realizzate con varie tecniche quali l'affresco, il graffito, lo stucco. Per la loro realizzazione, il principe Alberico, la nascente aristocrazia cittadina e gli esponenti più in vista delle classi sociali emergenti (burocrati e mercanti), si avvalsero delle maestranze che già operavano nei centri maggiori. 
L'usanza si diffuse soprattutto all'interno della cinta muraria, dove si trovavano le case di patrizi e notabili, e fuori dalle mura, in località Borgo del Ponte, dove una notevole schiera di nobili genovesi edificò le proprie abitazioni nel 1575.
Montaigne parlando di Massa scrisse nel suo Viaggio in Italia: "Il loco è bello, belle strade, belle case e pitturate."
Giovanni Pascoli, ancora tre secoli dopo, ricorderà con affetto il suo breve soggiorno nella "piccola Massa dipinta".
Gli esempi superstiti sono:
- Casa Maggesi, in via della Piastronata. Tecnica usata: graffito policromo. L'originalità di questa facciata consiste nel tema, medioevale e poi rinascimentale dell'amor cortese, il quale si discosta dalle rappresentazioni geometriche o mitologiche dei temi altrove ricorrenti. Decorazioni attribuite ad Agostino Ghirlanda, pittore e poeta lunigianese.

- Casa Landi, in via Cavour angolo via Zoppi. Tecnica usata: graffito. Adoperati elementi formali di tradizione classica realizzati secondo un repertorio di immagini ormai standardizzate in ambito urbano. Busti di imperatori e generali romani, decorazioni fitomorfe e mascheroni.

- Casa Mussi, in via Guglielmi. Prospetti riccamente decorati ma ridotti in cattivo stato di conservazione per incuria e per la realizzazione di interventi edilizi sulle facciate esterne. Motivi decorativi della facciata realizzati con la tecnica del graffito e costituiti da elementi stilizzati di gusto floreale, da losanghe, rombi e cornici attorno ad elementi geometrici.

A questi va aggiunta un'abitazione oggi non più esistente, Casa Diana in Piazza Aranci, che appartenne a una delle più importanti famiglie dell'aristocrazia massese, presente in questa città dal '500. La facciata riccamente decorata di graffiti e presentava, al piano nobile, tra le alte finestre con persiane, false nicchie con figure di guerrieri e personaggi mitologici ed elementi decorativi di gusto militare (scudi, elmi, lance, ecc.).

## Palazzo Ducale

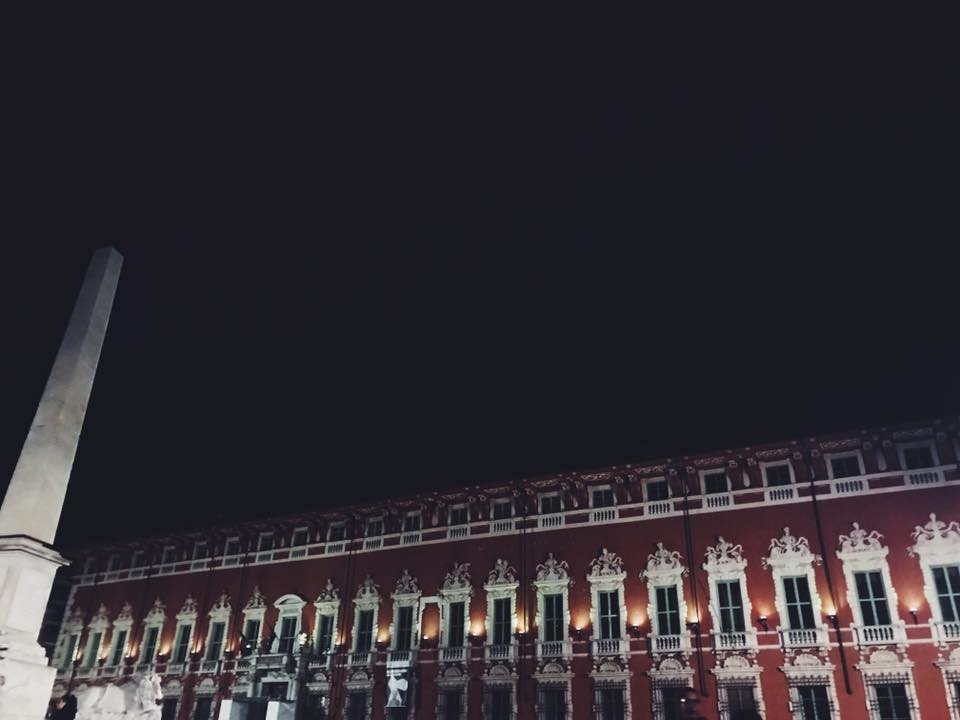
Vista notturna di Palazzo Ducale.

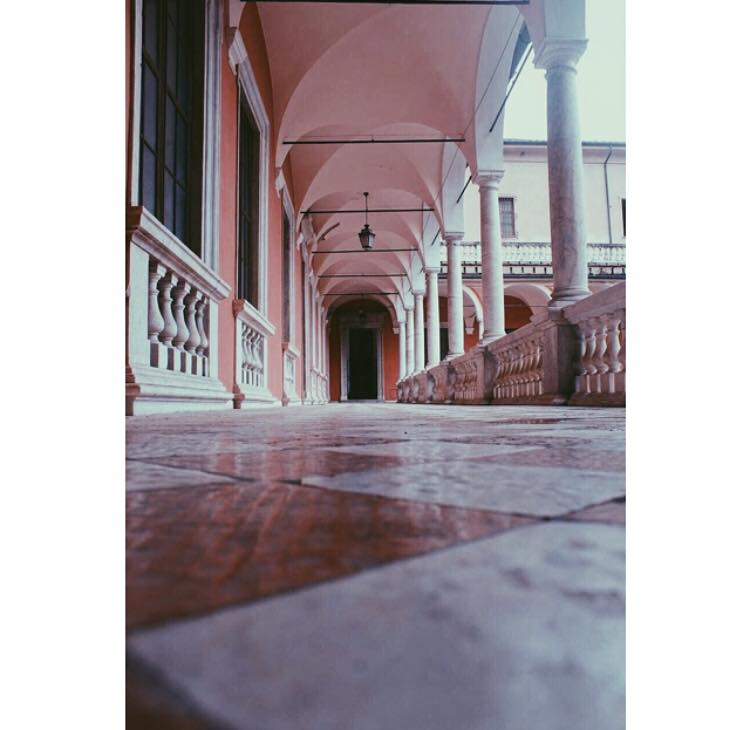
Loggiato interno di Palazzo Ducale.

Palazzo Ducale è situato in piazza Aranci e viene chiamato anche Palazzo Rosso. È sede della Prefettura e dell'Amministrazione Provinciale e viene usato anche per eventi e manifestazioni.
Si tratta del più rinomato edificio della città, edificato nel 1563 a ridosso della piazza centrale con la quale forma un unico complesso architettonico. La costruzione forma un quadrilatero, in cui tre lati sono chiusi da un imponente scalone secentesco. Le facciate delle tre ali sono esternamente scandite da finestre bianche, mentre quelle interne, affacciate sul cortile, sono caratterizzate da una loggia a due piani di gusto cinquecentesco. Le colonne in marmo del loggiato poggiano su un piedistallo balustrato e sorreggono volte a crociera. Nel cortile interno si trova la famosa Grotta del Nettuno, raffigurante il dio sopra una conchiglia guidata da tritoni e attorniato da satiri e sirene. All'interno il salone degli Svizzeri, la Cappella, opera di Giovan Francesco Bergamini e Alessandro Bergamini, e la camera dei Putti.

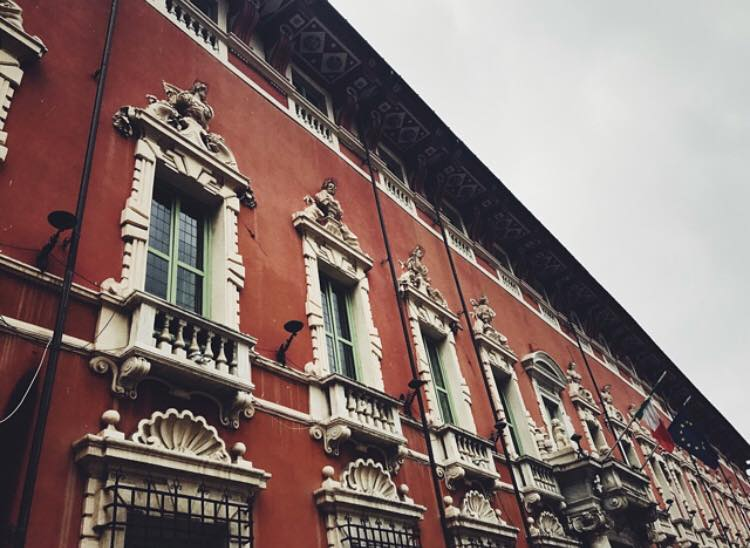
Dettagli della facciata esterna di Palazzo Ducale.

La facciata principale è delimitata inferiormente da uno zoccolo in falso bugnato. Al di sopra, tre ordini di finestre scandiscono ritmicamente lo spazio. Le aperture al piano terra sono riquadrate da una struttura a bugne e sono poste sotto una grande conchiglia tra due semisfere appoggiate su un piedistallo. Esse si alzano su mensole scanalate a forma di voluta e sono protette da possenti inferriate di ferro trattato al manganese. Al primo piano l'architrave estremamente elaborata, infatti al centro del frontespizio accartocciato è posto un busto maschile. Alla base, le finestre sono ornate da una balaustra in marmo. Lo spazio in muratura, rosso, tra il primo piano e le finestre del sottotetto dà plasticità all'edificio e ne evidenzia il ritmo. Il cornicione è ornato da mensole che creano un gioco di pieni e di vuoti. Nello spazio tra le mensole si trovano due mascheroni. Il portale sormontato da un balcone retto da massicce colonne è asimmetrico rispetto alla facciata e la finestra, collocata sul balcone, sottolinea con una forma diversa la sua maggiore importanza.

## Altri palazzi
- Villa della Rinchiostra, Viale Roma, fine XVII secolo
- Palazzo Manetti, Piazza Mazzini, XVI secolo
- Palazzo Staffetti - Bourdillon, Piazza Mazzini, Via Alberica, fine XVI secolo
- Palazzo Brunetti, Via Staffetti, XVI secolo
- Palazzo Agostini, Via Cavour, XVII secolo
- Palazzo Cattani - Salvioni, Via Cavour, XVII secolo
- Palazzo Brugnoli, Via Palestro, fine del XIX secolo
- Palazzo Pellerano - Cassa di Risparmio di Lucca, Via XX Settembre, fine XIX secolo
- Palazzo Chiappe, Via Dante, fine XIX secolo
- Palazzo Menzione - Valesi, Via Palestro, inizio '900
- Palazzo delle Piastrelle, Via Trieste, via Giorgini (lato Viareggio), Via X Aprile 8 (lato Carrara), 1957 - 59